# استریپ (یونیکس)
 در سیستم عامل‌های یونیکس و شبه یونیکس، برنامه strip اطلاعات غیر ضروری را از برنامه‌های باینری اجرایی و آبجکت فایل‌ها حذف می‌کند، در نتیجه باعث عملکرد بهتر و گاهی اوقات کاهش قایل توجه مصرف فضای دیسک می‌شود («اطلاعات غیر ضروری» به معنی اطلاعاتی است که برای عملکرد صحیح باینری در اجرای عادی نیاز نمی‌باشد). این اطلاعات ممکن است شامل اشکالزدایی(debugging) و اطلاعات نمادین باشد؛ با این حال، استاندارد، دامنه تغییرات را به پیاده‌ساز واگذار می‌کند.
علاوه بر این، استفاده از strip می‌تواند امنیت باینری را در برابر مهندسی معکوس بهبود بخشد. تجزیه و تحلیل یک باینری بدون اطلاعات آن و اسامی آبجکت‌ها سخت‌تر خواهد بود.
تأثیر strip را می‌توان مستقیماً توسط لینکر به دست آورد. به عنوان مثال، در مجموعه کامپایلر گنو این استریپ با نماد" -s " مشخص می‌شود.
پروژه GNU پیاده‌سازی ای از strip را به عنوان بخشی از بسته GNU Binutils را به همراه دارد. strip به سیستم عامل‌های دیگر از جمله مایکروسافت ویندوز نیز منتقل شده‌است.